# ラジオNIKKEI長柄送信所

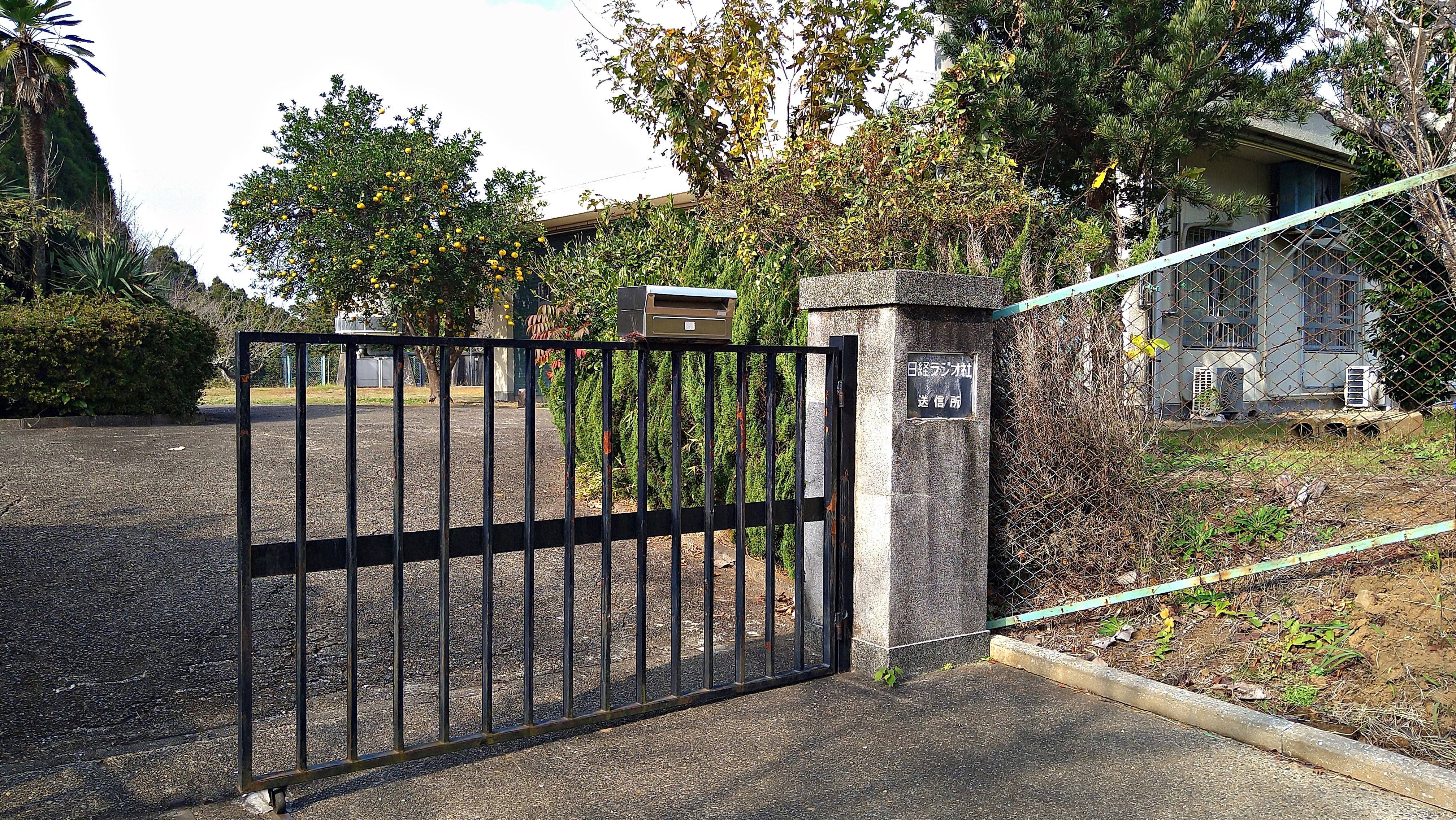
日経ラジオ社送信所

ラジオNIKKEI長柄送信所（ラジオニッケイながらそうしんしょ）は、千葉県長生郡長柄町に置局する日経ラジオ社（ラジオNIKKEI）の短波送信所。1969年2月27日開局。

## 概要

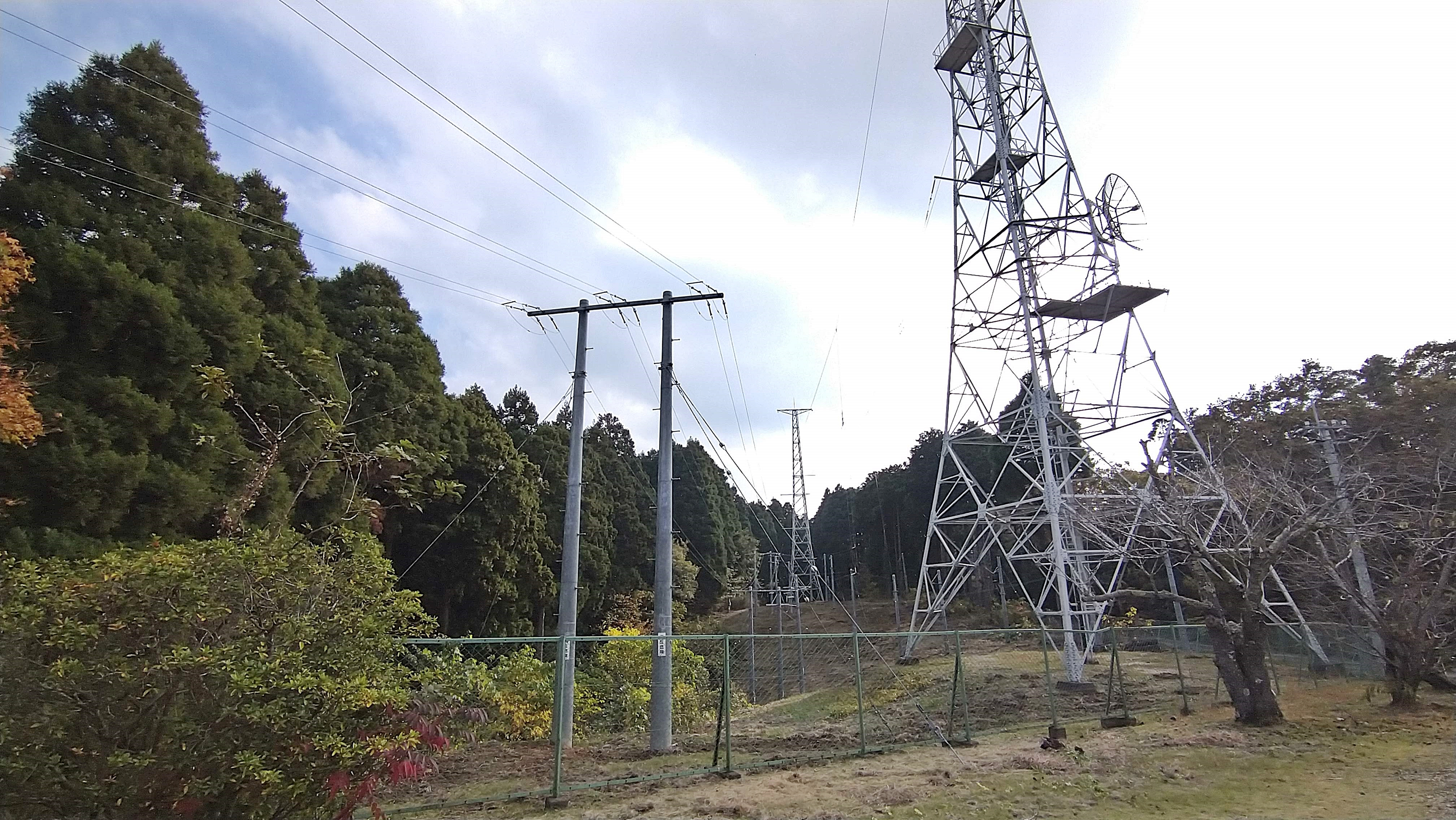
ラジオNIKKEI送信アンテナ

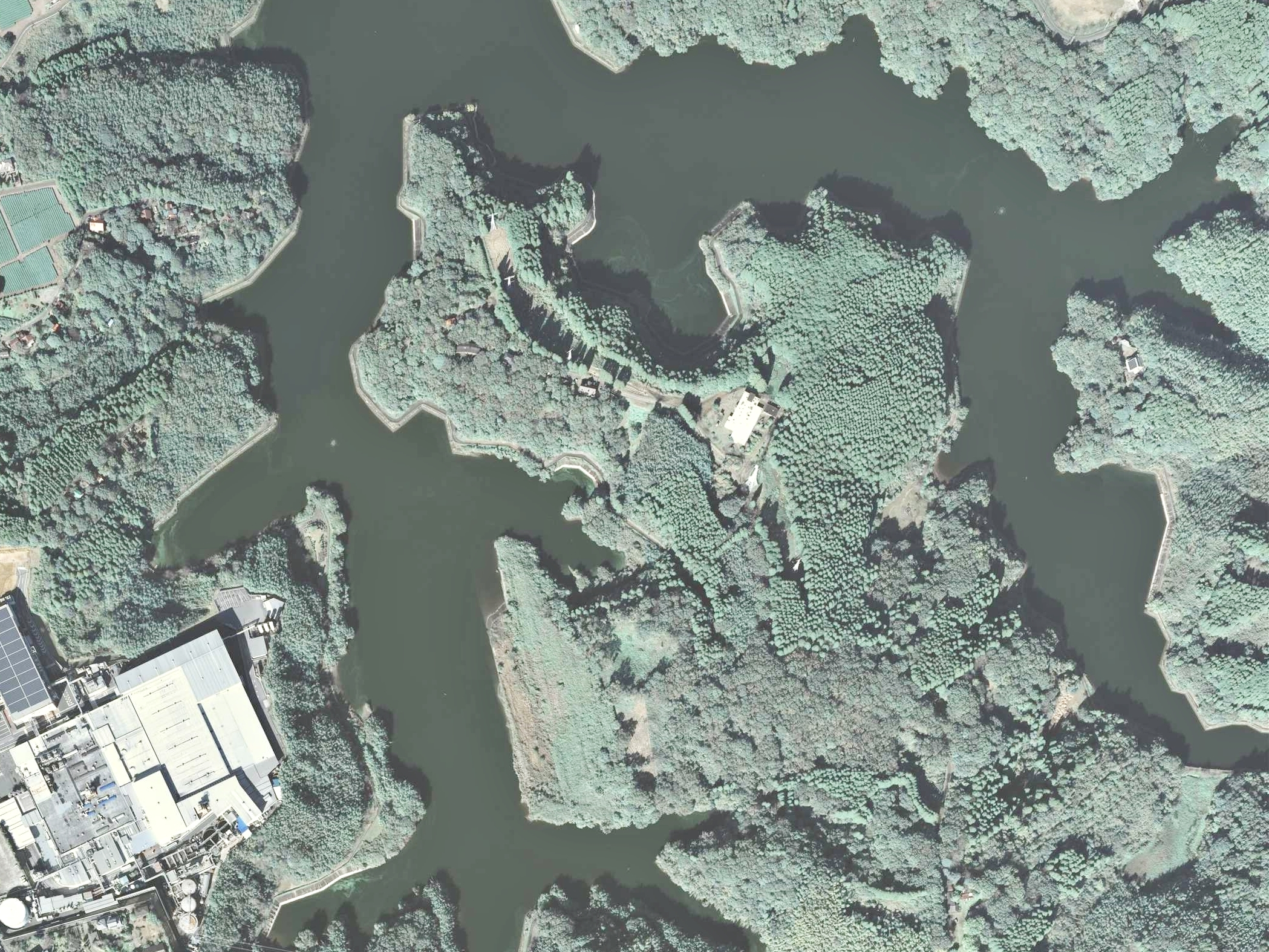
所在地の空中写真（周囲は市津湖）
中央の白い小さな建物が送信社屋。

- 置局住所： 千葉県長生郡長柄町山之郷字六地蔵31番地（市津湖畔）
- カバーエリア： 日本全国（北／西2方向の指向性送信）
- 山間の丘陵に位置するため、送信打上角を高く取らざるを得ず、首都圏の受信環境は、伝搬上不利になった。
- JOZ4（第1放送、3.925MHz）は根室送信所からの同一周波数送信[1]。

## 沿革
- 1969年
  - 2月27日 - 戸田送信所から移転、開局
  - 5月26日 - 無人運用開始[2]
- 1971年
  - 9月18日・19日 - 札幌送信所（JOZ4　3925kc[3]　10kW）と同一周波数送信実験（JO2AJ　3925kc）
  - 10月15日 - JOZ2, JOZ3の夜間出力を50kWに増力
  - 12月1日 - JOZ4との同一周波数送信開始（3925kc　50kW）
- 1974年7月1日 - JOZ6の周波数変更（7.230MHz → 6.115MHz）
- 1981年9月29日 - 送信機一部更新。JOZ6, JOZ7を50kWに増力
- 1990年 - 1991年 - 送信機一部更新
- 2018年10月1日 - JOZ2とJOZ6（6MHz帯）以外の送信を原則として休止。JOZ5はJOZ6から切り替わる形で、19時から放送終了までの送信に縮小[4]
- 2020年7月1日 - JOZ5の送信を原則として休止[5]

## 送信施設概要
グリーン枠は当送信所で常時用いられる主幹周波数。
| 放送局名                        | 呼出符号 | 周波数   | 空中線電力 | 放送対象地域          | 放送区域内世帯数 | 放送時間帯                                 |         |
| ------------------------------- | -------- | -------- | ---------- | --------------------- | ---------------- | ------------------------------------------ | ------- |
| 日経ラジオ社 通称｢ラジオNIKKEI｣ | 第1放送  | 第1放送  | 第1放送    | 第1放送               | 第1放送          | 第1放送                                    | 第1放送 |
| 日経ラジオ社 通称｢ラジオNIKKEI｣ | JOZ4     | 3.925MHz | 10kW       | 東日本及び 首都圏補完 | 約5,110万世帯    | 7:00 - 8:00 17:00 - 24:00 （根室送信のみ） |         |
| 日経ラジオ社 通称｢ラジオNIKKEI｣ | JOZ      | 3.925MHz | 50kW       | 全国                  | 約5,110万世帯    | 平時放送休止 （災害等非常時に送出）        |         |
| 日経ラジオ社 通称｢ラジオNIKKEI｣ | JOZ2     | 6.055MHz | 50kW       | 全国                  | 約5,110万世帯    | 7:00 - 24:00                               |         |
| 日経ラジオ社 通称｢ラジオNIKKEI｣ | JOZ3     | 9.595MHz | 50kW       | 全国                  | 約5,110万世帯    | 平時放送休止 （災害等非常時に送出）        |         |
| 日経ラジオ社 通称｢ラジオNIKKEI｣ | 第2放送  |          |            |                       |                  |                                            |         |
| 日経ラジオ社 通称｢ラジオNIKKEI｣ | JOZ5     | 3.945MHz | 10kW       | 全国                  | 約5,110万世帯    | 19:00 - 23:00                              |         |
| 日経ラジオ社 通称｢ラジオNIKKEI｣ | JOZ6     | 6.115MHz | 50kW       | 全国                  | 約5,110万世帯    | 8:00 - 19:00                               |         |
| 日経ラジオ社 通称｢ラジオNIKKEI｣ | JOZ7     | 9.760MHz | 50kW       | 全国                  | 約5,110万世帯    | 平時放送休止 （災害等非常時に送出）        |         |

- 送信機
  - 50kW短波送信機：HFB-7847（NEC、1979 - 1981年製）×5基 - 2002年大規模改修済

送信可能周波数範囲3.2〜15MHz、終段プレート変調、蒸発冷却四極管4CV50000E×4（プレート損失50000W、フィラメント電圧12V、フィラメント電流215A、使用可能周波数110MHz、重量14.3kg）、変調用強制空冷四極管4CX1500A×3（プレート損失1500W、フィラメント電圧5V、フィラメント電流38.5A、使用可能周波数150MHz、重量0.85kg）
音声入力600Ω（0dBm）、RF出力50Ω、音声周波数特性+/-1.5dB30〜10000Hz（50%変調時）、歪率3%以下（95%変調時、50〜7500Hz）、大きさ縦220cm×横440cm×奥行き280cm
  - 10kW短波送信機：HFB-7840D（NEC、1991年製）×1基

送信可能周波数範囲3.2〜15.6MHz、終段プレート変調、強制空冷四極管4CX15000A×3（プレート損失15000W、フィラメント電圧5V、フィラメント電流38.5A、使用可能周波数150MHz、重量0.85kg）、変調用強制空冷四極管4CX5000A×2（プレート損失5000W、フィラメント電圧7.5V、フィラメント電流75A、使用可能周波数220MHz、重量4.3kg）
AF入力600Ω（0dBm）、RF出力50Ω、音声周波数特性+/-1.5dB30〜10000Hz（50%変調時）、歪率3%以下（95%変調時、50〜7500Hz）、大きさ縦200cm×横200cm×奥行き100cm
- 予備送信機：HFB-7840D（NEC、1990年製）×1基 - JOZn
- 空中線： 加藤電気工業所　反射器付支線式折り返し水平ダイポールアンテナ×6面　無指向性コニカルモノポールアンテナ（英語版）×1面（予備）　無指向性垂直ダイポールアンテナ×1面（予備）
- STL送受信装置：NEC、出力5W×2系統
- 送信局舎：鉄筋コンクリート 875m2
- 非常用電源：ディーゼル発電機 625kVA（三菱重工業）